# La Canela, Mexiko
La Canela är en ort i Mexiko.   Den ligger i kommunen San José Iturbide och delstaten Guanajuato, i den centrala delen av landet, 230 km nordväst om huvudstaden Mexico City. La Canela ligger 2 045 meter över havet och antalet invånare är 228.
Terrängen runt La Canela är platt åt sydost, men åt nordväst är den kuperad. Runt La Canela är det ganska tätbefolkat, med 120 invånare per kvadratkilometer. Närmaste större samhälle är San José Iturbide, 11,7 km söder om La Canela. Trakten runt La Canela består till största delen av jordbruksmark.